# Арсланташ, Мухаммет
Мухаммет Арсланташ (тур. Muhammet Arslantaş; родился 29 августа 2003) — турецкий футболист, нападающий клуба «Истанбул Башакшехир».

## Клубная карьера
Уроженец Байбурта, Арсланташ выступал за молодёжные команды «Тракия Фенерспор» и «Буджаспор». В 2017 году стал игроком футбольной академии стамбульского клуба «Истанбул Башакшехир». 4 января 2019 года подписал с клубом свой первый профессиональный контракт сроком на четыре с половиной года. 8 декабря 2019 года дебютировал в основном составе клуба в матче турецкой Суперлиги против «Денизлиспора».

## Карьера в сборной
Выступал за сборные Турции до 17, до 18 и до 19 лет.